# Скуат
Скуат (от английски „настанявам се“, на български се използва „самонастаняване“) е действието да се настаняваш нелегално в незаети пространства (без право на собственост върху имота и без да се плаща рента или наем на реалните собственици); с термина се обозначават и самите пространства. През седемнадесети век така се наричало нелегалното окупиране на земи от английските селяни от движението на Копачите (Diggers). Първото подобно заселване, инициирано от Джерард Уинстенли, е станало на 1 април 1649 близо до Лондон.

## Една разнородна действителност
Скуатът може да приюти едно лице или няколко десетки души в малък апартамент в центъра или в изоставени промишлени сгради в предградията. Условията за живот са много разнообразни – от тотална нехигиеничност до нормалния комфорт на едно средностатистическо жилище (вода и електричество, отопление, пространство, изолация...). Хората, които „скуатират“, са също толкова разнообразни, колкото и техните мотиви: млади „бегълци“, които не искат да се прибират при родителите си, емигранти от Африка или Източна Европа, художници без ателиета, шофьори на тирове, пътешественици и номади, бездомни наркозависими, анархисти...

## Пространства и общности
За голяма част от скуатиращите, обитаването на скуата е свързано с една неясна времева рамка. Поради тази причина повечето от скуатовете имат отделни пространства, предназначени за гостуващите и временни посетители – sleep'in. От друга страна, основна идея на скуата е обединяването на жилищната площ и развитието на определен тип дейност – развитие на управлението на колектива чрез организация на пространството, организацията на различни мероприятия като срещи и дебати, създаване на културни събития посредством творчески инициативи, ателиета или колективни творчески срещи (workshops) и, разбира се, социална и политическа дейност. Съществуват и скуатове с безплатни магазини, където всеки оставя ненужни дрехи и вещи.
Трудното намиране на „свободни“ сгради води до пренаселване и влошена хигиена, но това не винаги е така.

## Защо да „скуатираш“?

### По необходимост
Може да се счита, че феноменът „скуат“ е част от създаването на един алтернативен модел на икономическо поведение. Вследствие на това, окупирането на подобни места е често свързано и с финансовите затруднения на участващите, които не могат да си позволят плащането на наем.

### По убеждения
Някои скуатиращи са с близки убеждения до анархизма и ултралевите идеолологии, като поставят на преден план отказа от частна собственост. Те вярват, че с премахването на наема и със свободното разпределиние на ресурсите и разходите, скуатът може да намали зависимостта към парите и да позволи съграждането на нови ценности. Преди всичко, идеолозите на скуат общността търсят нови пътища към една култура, достъпна до всички, и една градивна политика на самоуправление. Групата се събира в колектив, който заедно е отговорен за взимането на нови решения за развитие. Според привържениците на този модел, основното предимство е отсъствието на лидери.